# اوفینگن
اوفینگن (به آلمانی: Offingen) یک شهر در آلمان است که در گونتسبورگ واقع شده‌است.